# Progetto Longshot
Il Progetto Longshot è uno studio condotto dalla NASA e dall'U.S. Naval Academy nella prima metà degli anni ottanta con lo scopo di migliorare il Progetto Daedalus e costituirne un'alternativa. Il Progetto Longshot prevede dei razzi termici nucleari a differenza del Progetto Daedalus che è basato sui razzi a fusione nucleare.